# Họ Cá hồng
Họ Cá hồng (danh pháp: Lutjanidae) là một họ cá thuộc bộ Cá vược đa số sống ở đại dương trừ một số loài sống ở khu vực cửa sông và tìm mồi nơi nước ngọt. Một số loài đóng vai trò là nguồn thực phẩm quan trọng và một trong số đó là cá hồng. Hiện con người đã nhận diện được khoảng một trăm loài thuộc 16 chi.
Họ Cá hồng sinh sống tại các vùng nhiệt đới và cận nhiệt đới thuộc khắp tất cả các đại dương trên thế giới. Cơ thể chúng có thể đạt tới chiều dài 1 m. Đa số các loài cá hồng ăn động vật giáp xác hoặc các loài cá khác nhưng cũng có một số ăn sinh vật phù du. Loại cá này có thể được nuôi làm cảnh trong hồ cá nhưng đa phần chúng lớn quá nhanh nên khó có thể trở thành loại cá cảnh phổ biến. Chúng sống ở độ sâu tối đa là 450 m.

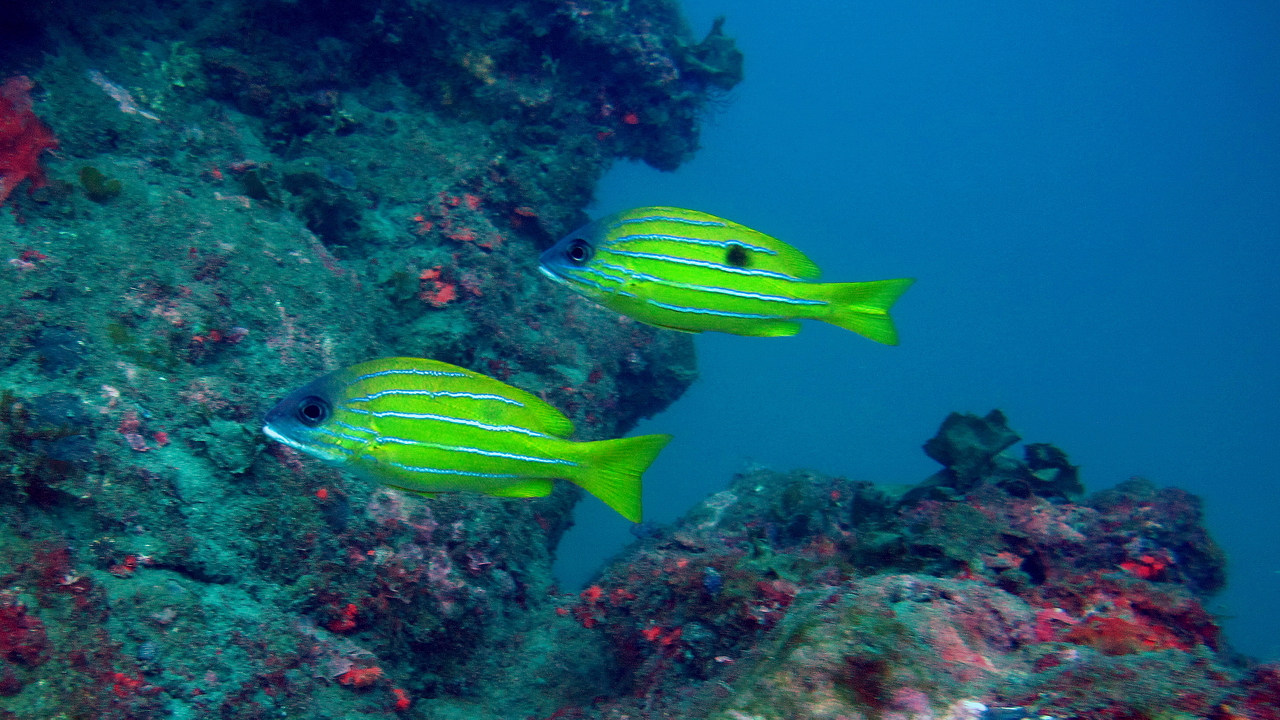
Hai cá thể Lutjanus quinquelineatus đang bơi tại vùng bờ biển đông bắc đảo Đài Loan.

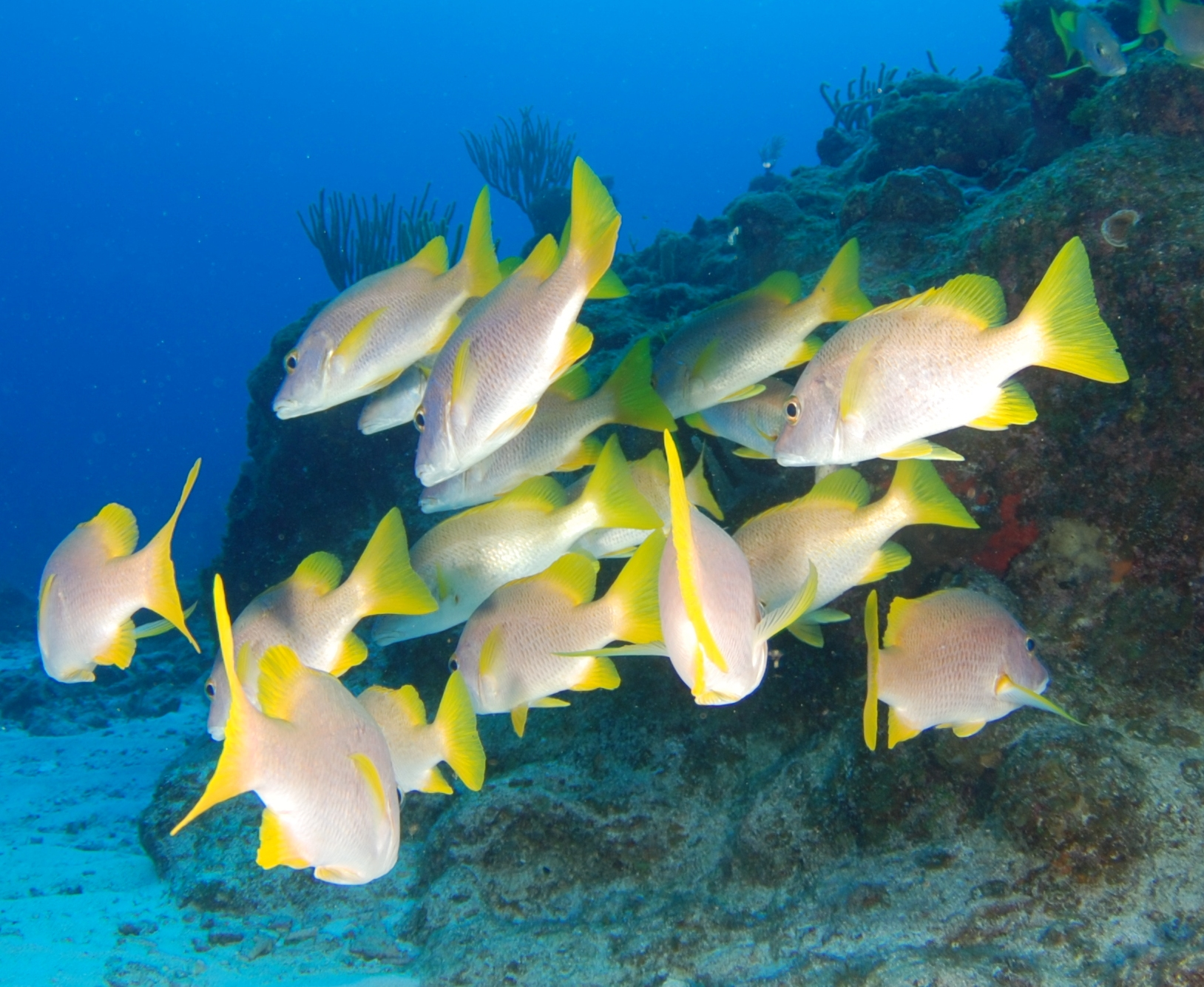
Lutjanus apodus

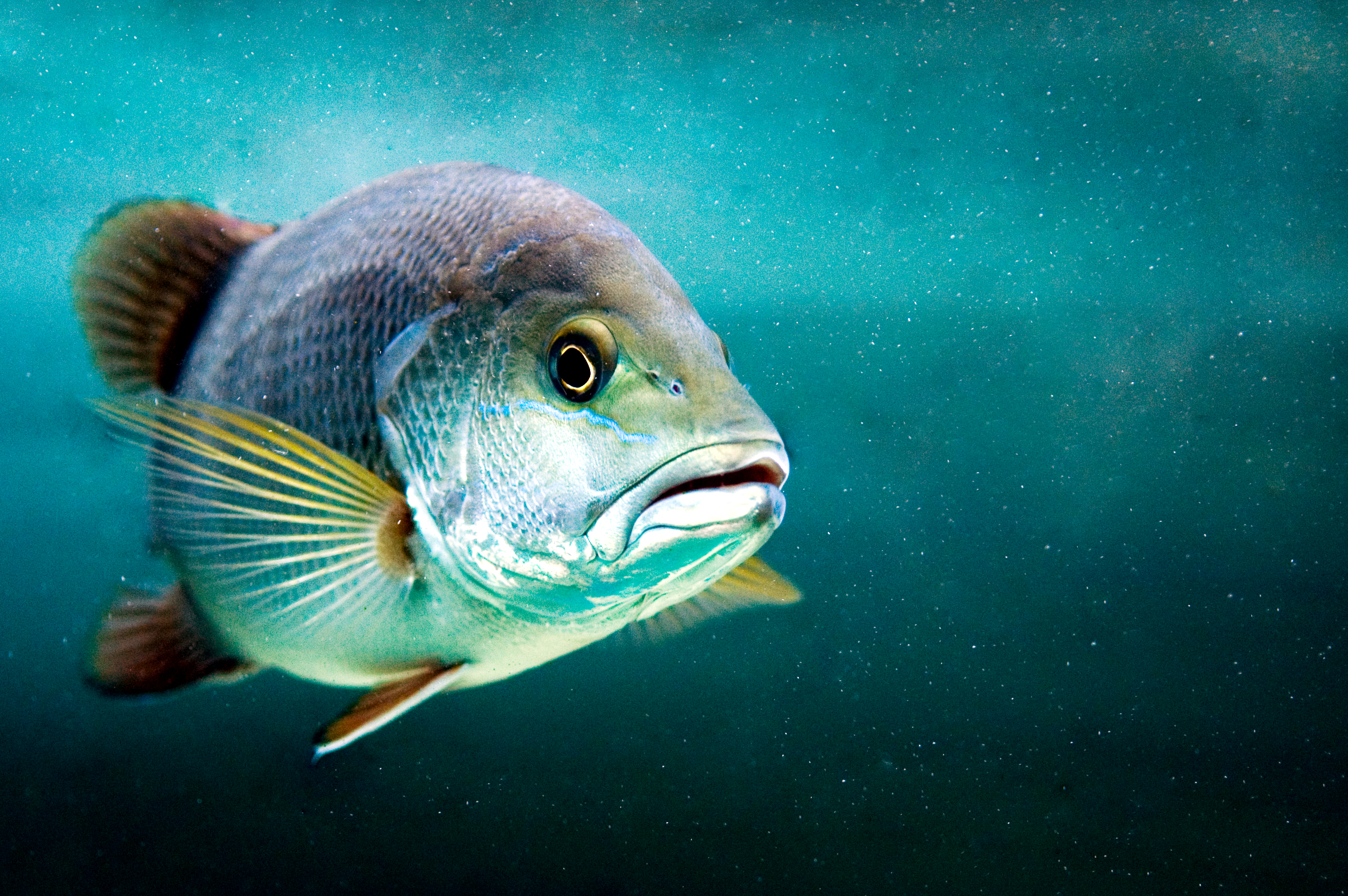
Lutjanus argentimaculatus

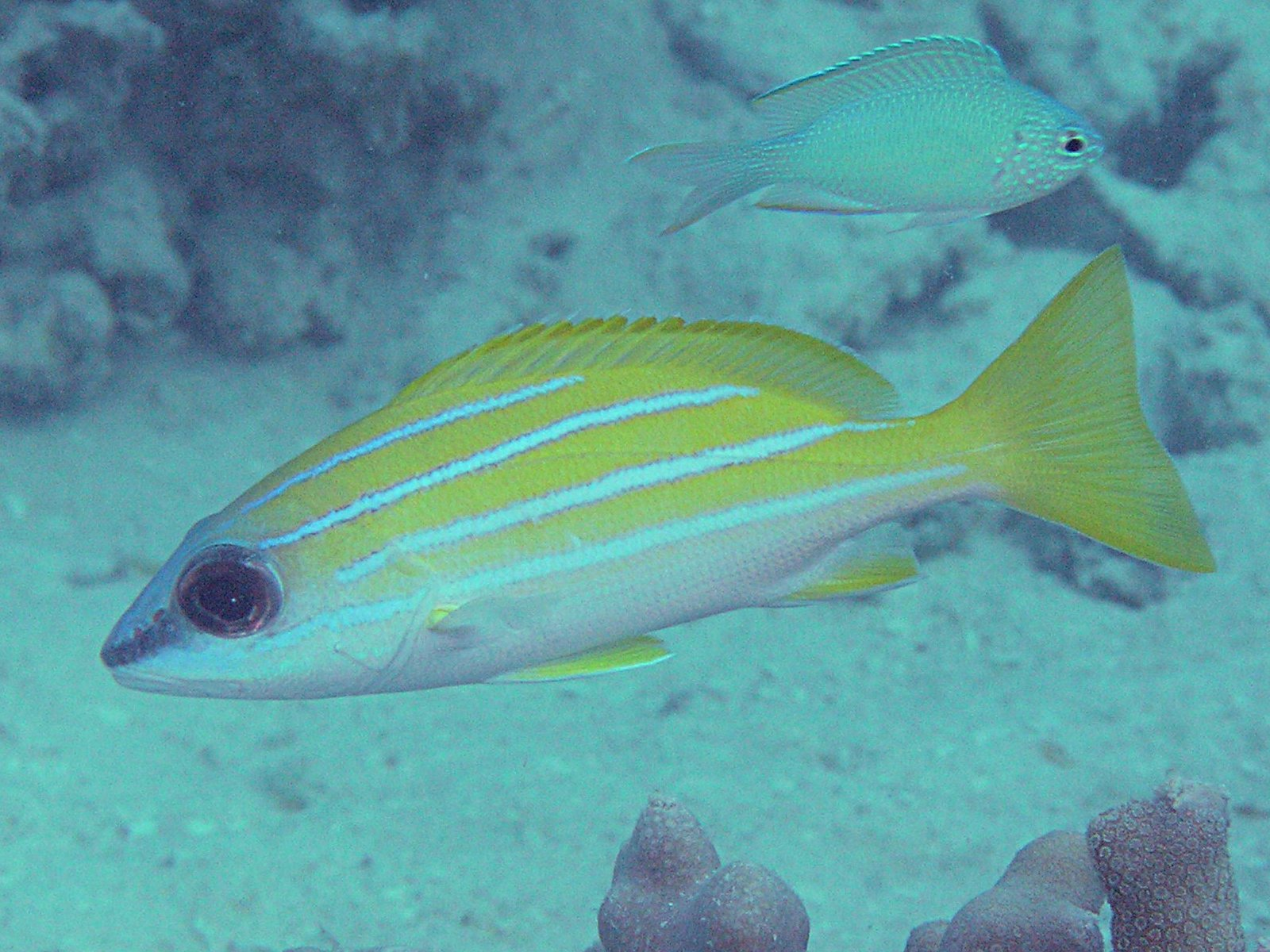
Lutjanus bengalensis

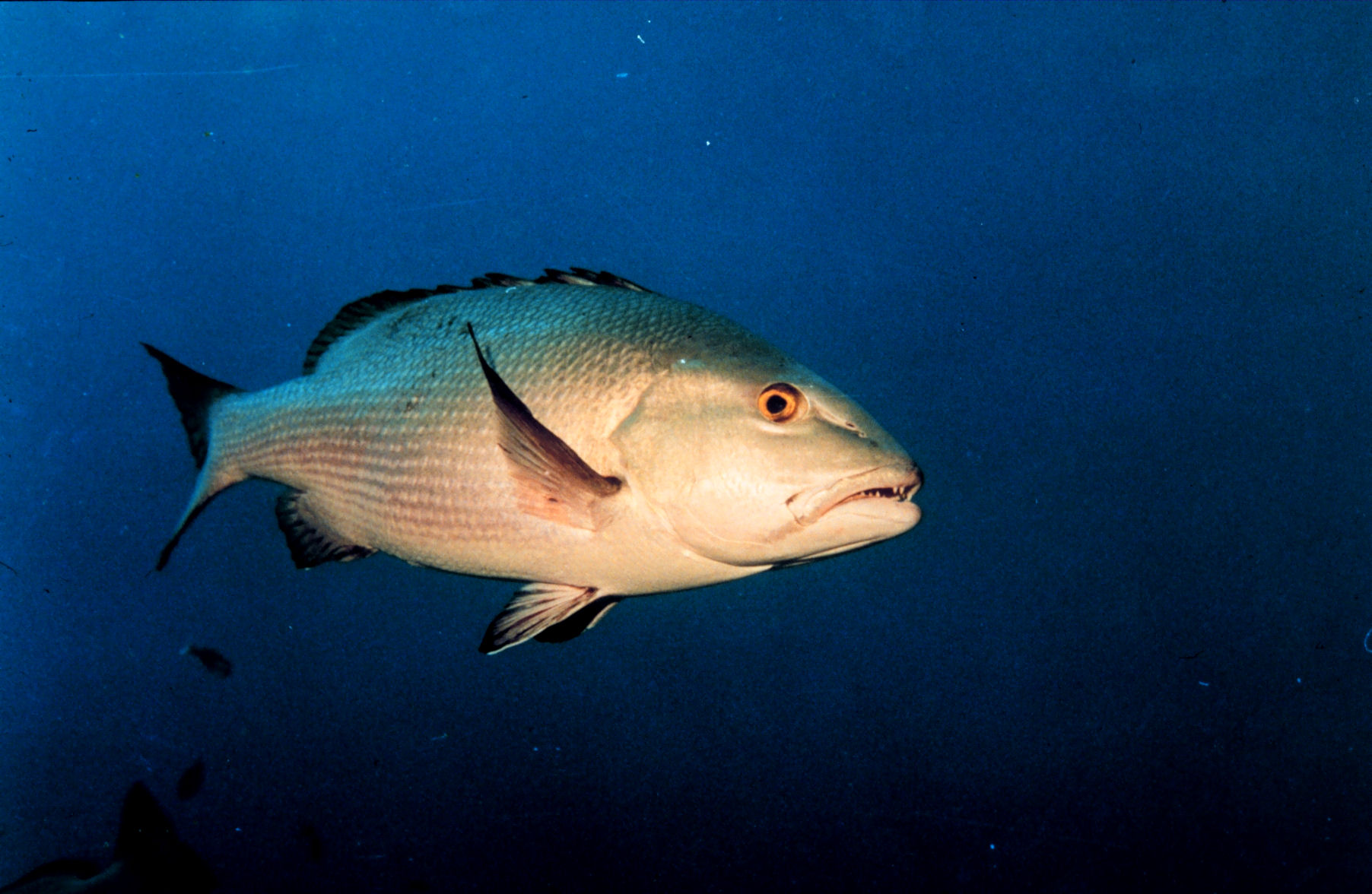
Lutjanus bohar

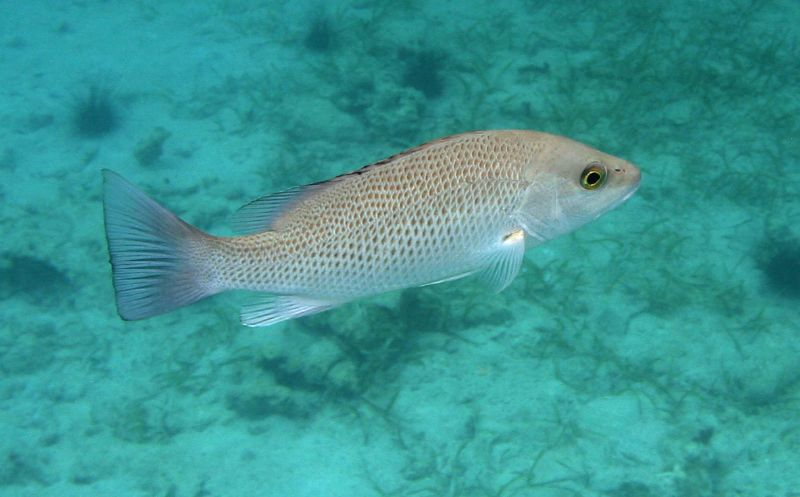
Lutjanus griseus

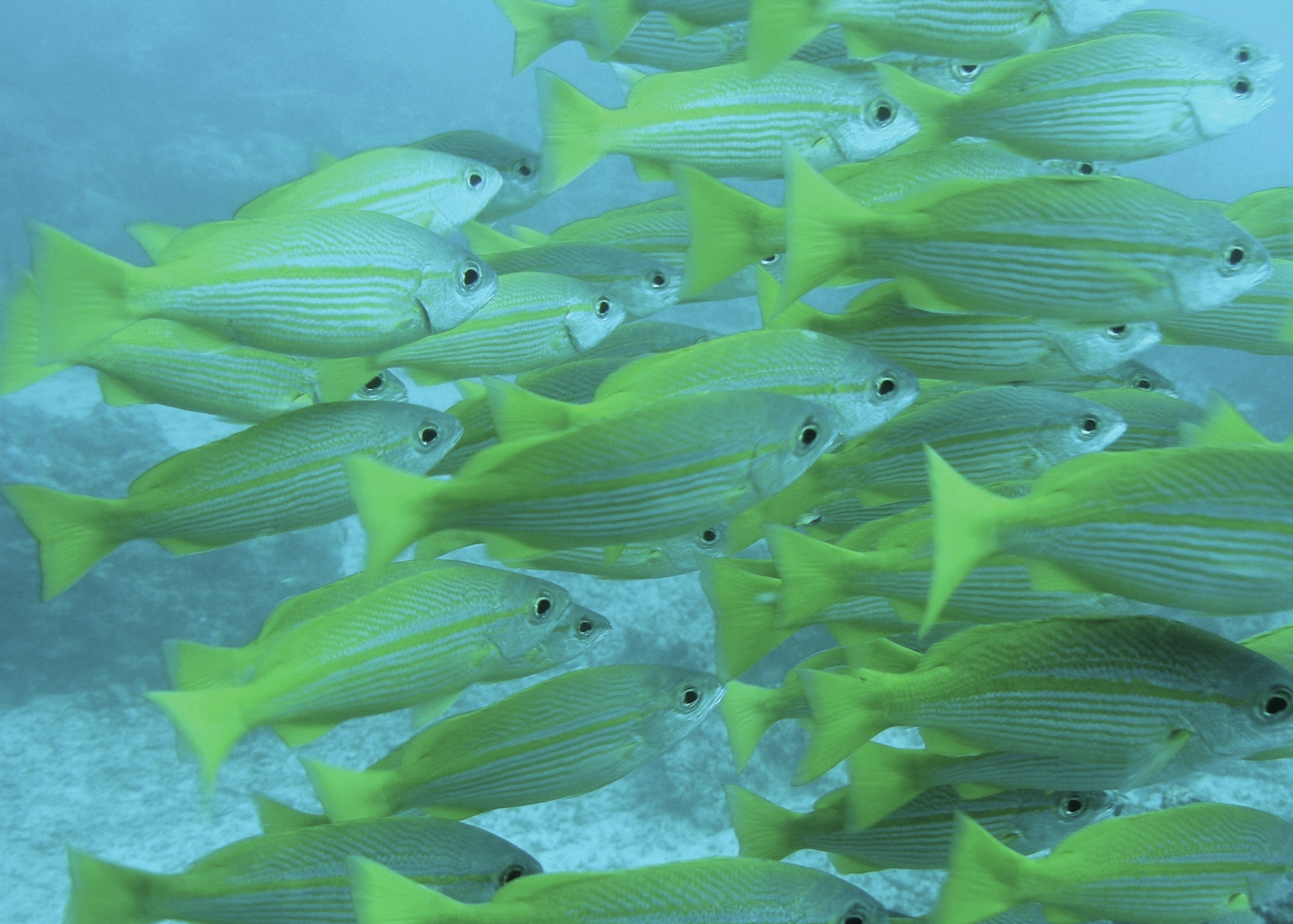
Lutjanus lutjanus

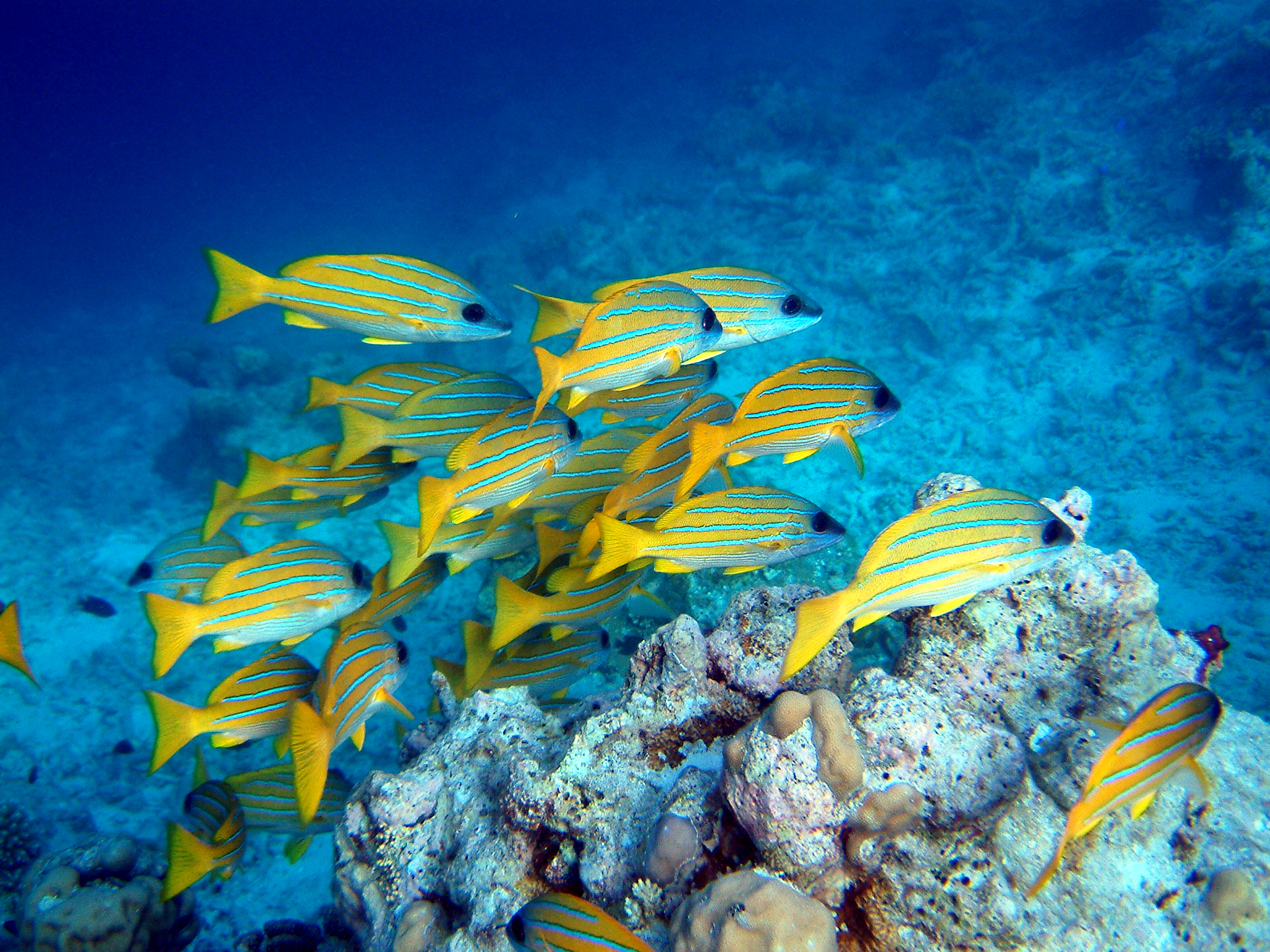
Lutjanus kasmira

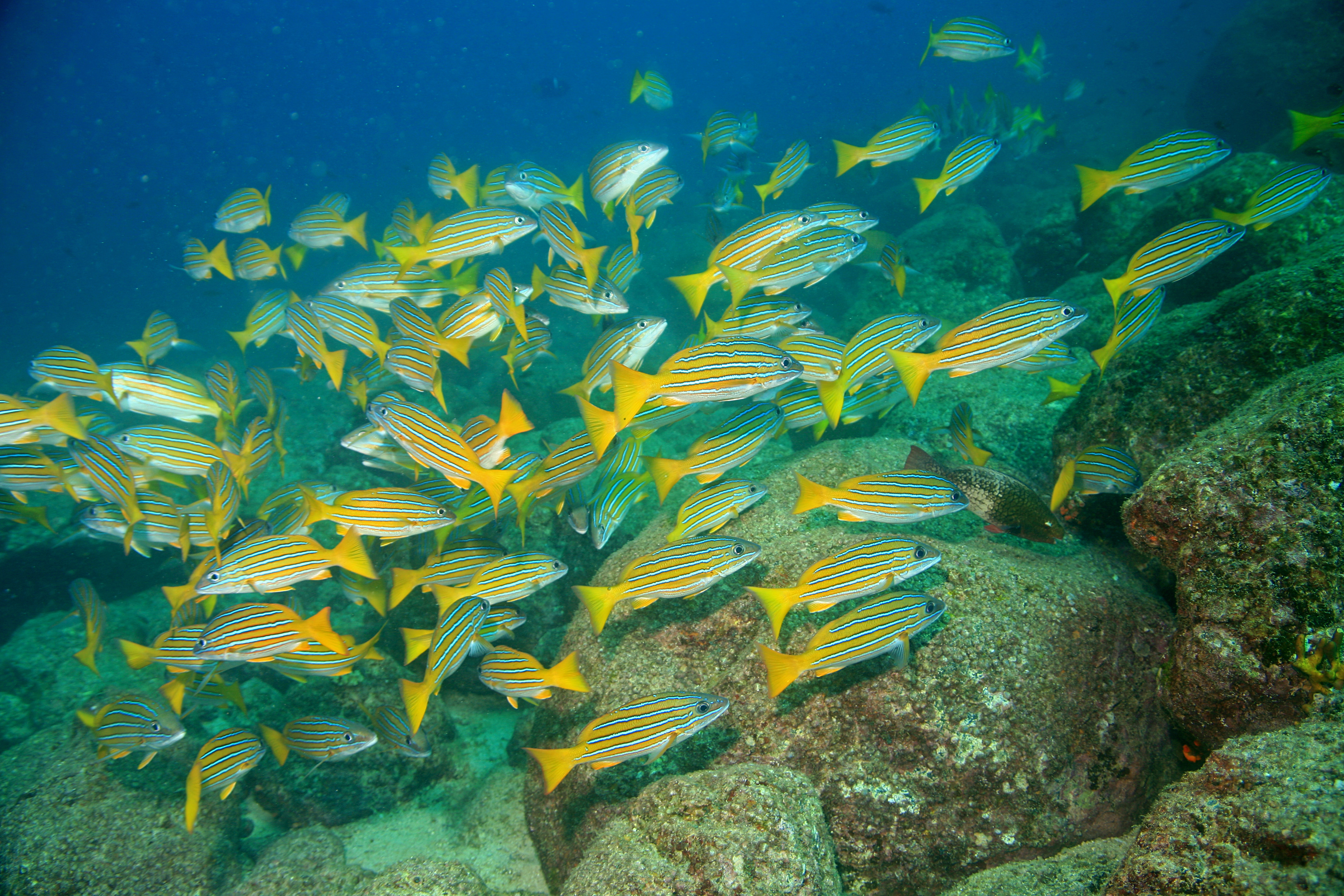
Lutjanus viridis

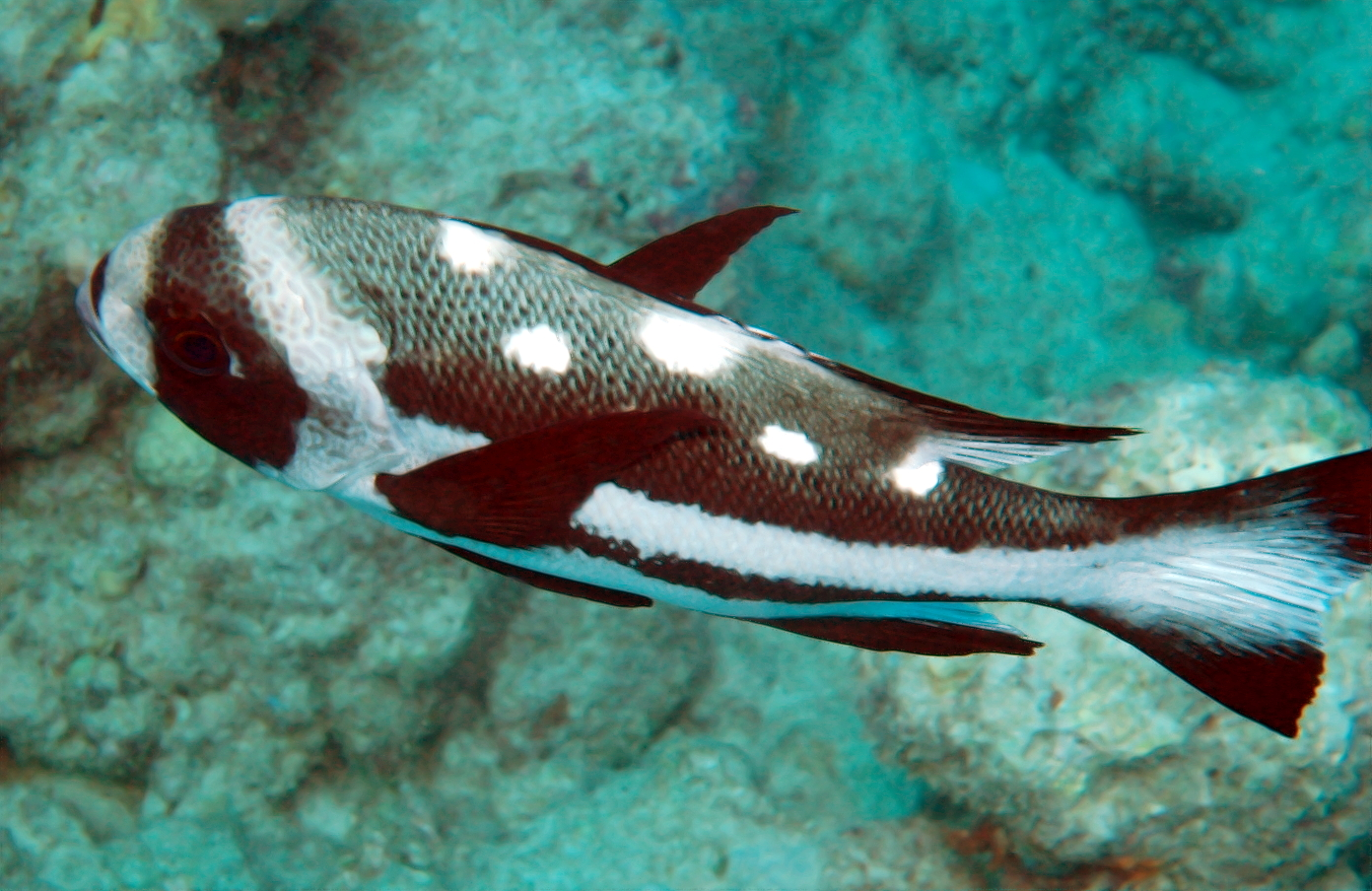
Macolor niger

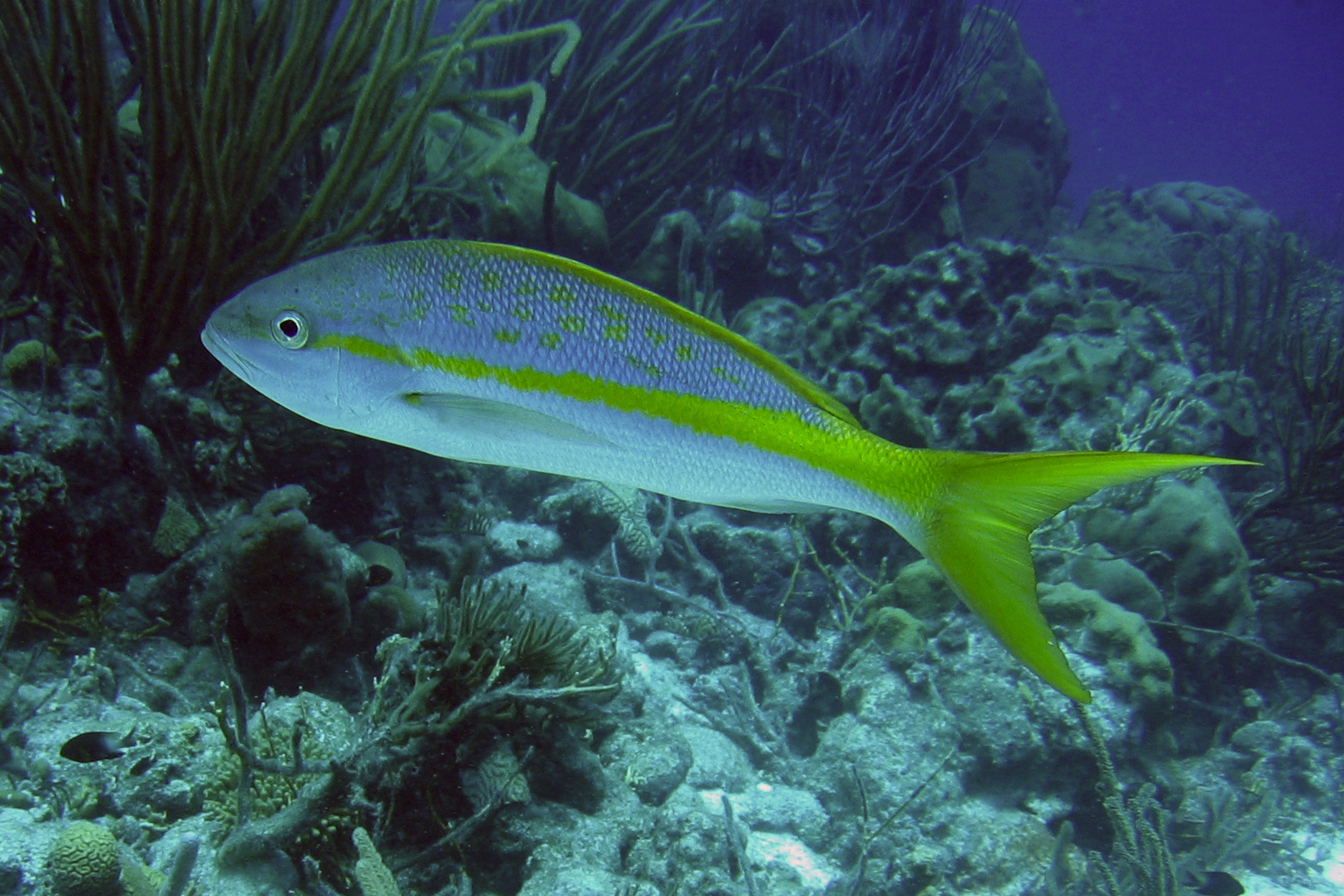
Ocyurus chrysurus

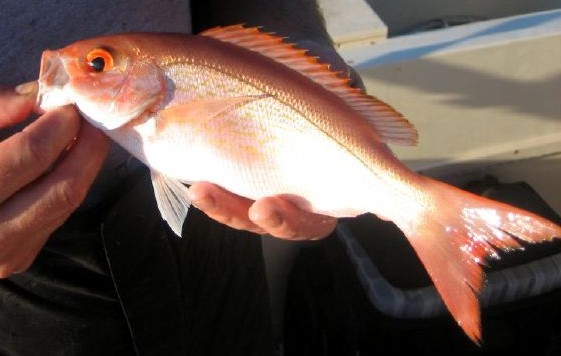
Rhomboplites aurorubens

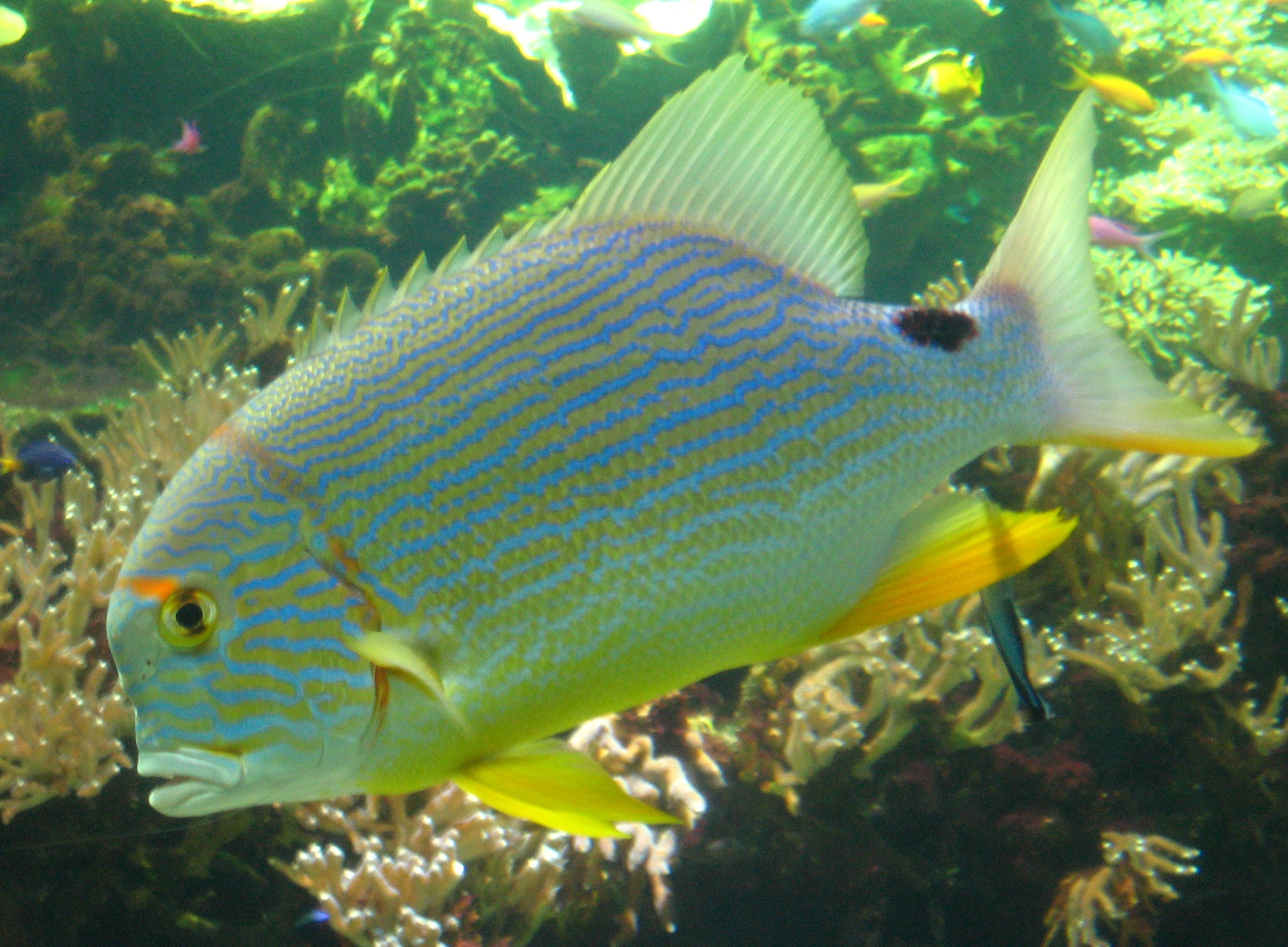
Symphorichthys spilurus

## Danh sách loài
- Chi Aphareus
  - Aphareus furca (Lacépède, 1801)
  - Aphareus rutilans Cuvier, 1830
- Chi Aprion
  - Aprion virescens Valenciennes, 1830
- Chi Apsilus
  - Apsilus dentatus Guichenot, 1853
  - Apsilus fuscus Valenciennes, 1830
- Chi Etelis
  - Etelis carbunculus Cuvier, 1828
  - Etelis coruscans Valenciennes, 1862
  - Etelis oculatus (Valenciennes, 1828)
  - Etelis radiosus Anderson, 1981
- Chi Hoplopagrus
  - Hoplopagrus guentherii Gill, 1862.
- Chi Lipocheilus
  - Lipocheilus carnolabrum (Chan, 1970).
- Chi Lutjanus
  - Lutjanus adetii (Castelnau, 1873)
  - Lutjanus agennes Bleeker, 1863
  - Lutjanus alexandrei Moura & Lindeman, 2007.[2]
  - Lutjanus ambiguus (Poey, 1860)
  - Lutjanus analis (Cuvier, 1828)
  - Lutjanus apodus (Walbaum, 1792)
  - Lutjanus aratus (Günther, 1864).
  - Lutjanus argentimaculatus (Forsskål, 1775)
  - Lutjanus argentiventris (Peters, 1869)
  - Lutjanus bengalensis (Bloch, 1790)
  - Lutjanus biguttatus (Valenciennes, 1830)
  - Lutjanus bitaeniatus (Valenciennes, 1830)
  - Lutjanus bohar (Forsskål, 1775)
  - Lutjanus boutton (Lacépède, 1802)
  - Lutjanus buccanella (Cuvier, 1828)
  - Lutjanus campechanus (Poey, 1860)
  - Lutjanus carponotatus (Richardson, 1842)
  - Lutjanus coeruleolineatus (Rüppell, 1838)
  - Lutjanus colorado Jordan & Gilbert, 1882
  - Lutjanus cyanopterus (Cuvier, 1828)
  - Lutjanus decussatus (Cuvier, 1828)
  - Lutjanus dentatus (Duméril, 1861)
  - Lutjanus dodecacanthoides (Bleeker, 1854)
  - Lutjanus ehrenbergii (Peters, 1869)
  - Lutjanus endecacanthus Bleeker, 1863
  - Lutjanus erythropterus Bloch, 1790
  - Lutjanus fulgens (Valenciennes, 1830)
  - Lutjanus fulviflamma (Forsskål, 1775)
  - Lutjanus fulvus (Forster, 1801)
  - Lutjanus fuscescens (Valenciennes, 1830)
  - Lutjanus gibbus (Forsskål, 1775)
  - Lutjanus goldiei (Macleay, 1882)
  - Lutjanus goreensis (Valenciennes, 1830)
  - Lutjanus griseus (Linnaeus, 1758)
  - Lutjanus guilcheri Fourmanoir, 1959
  - Lutjanus guttatus (Steindachner, 1869)
  - Lutjanus inermis (Peters, 1869)
  - Lutjanus jocu (Bloch & Schneider, 1801)
  - Lutjanus johnii (Bloch, 1792)
  - Lutjanus jordani (Gilbert, 1898)
  - Lutjanus kasmira (Forsskål, 1775)
  - Lutjanus lemniscatus (Valenciennes, 1828)
  - Lutjanus lunulatus (Park, 1797)
  - Lutjanus lutjanus Bloch, 1790
  - Lutjanus madras (Valenciennes, 1831)
  - Lutjanus mahogoni (Cuvier, 1828)
  - Lutjanus malabaricus (Bloch & Schneider, 1801)
  - Lutjanus maxweberi (Popta, 1921)
  - Lutjanus mizenkoi Allen & Talbot, 1985
  - Lutjanus monostigma (Cuvier, 1828)
  - Lutjanus notatus (Cuvier, 1828)
  - Lutjanus novemfasciatus Gill, 1862
  - Lutjanus ophuysenii (Bleeker, 1860)
  - Lutjanus peru (Nichols & Murphy, 1922)
  - Lutjanus purpureus Poey, 1876
  - Lutjanus quinquelineatus (Bloch, 1790).
  - Lutjanus rivulatus (Cuvier, 1828)
  - Lutjanus rufolineatus (Valenciennes, 1830)
  - Lutjanus russellii (Bleeker, 1849)
  - Lutjanus sanguineus (Cuvier, 1828)
  - Lutjanus sebae (Cuvier, 1816)
  - Lutjanus semicinctus Quoy & Gaimard, 1824
  - Lutjanus stellatus Akazaki, 1983
  - Lutjanus synagris (Linnaeus, 1758)
  - Lutjanus timorensis (Quoy & Gaimard, 1824)
  - Lutjanus viridis (Valenciennes, 1846)
  - Lutjanus vitta (Quoy & Gaimard, 1824)
  - Lutjanus vivanus (Cuvier, 1828)
- Chi Macolor
  - Macolor macularis Fowler, 1931
  - Macolor niger (Forsskål, 1775)
- Chi Ocyurus
  - Ocyurus chrysurus (Bloch, 1791)
- Chi Paracaesio
  - Paracaesio caerulea (Katayama, 1934)
  - Paracaesio gonzalesi Fourmanoir & Rivaton, 1979
  - Paracaesio kusakarii Abe, 1960
  - Paracaesio paragrapsimodon Anderson & Kailola, 1992.
  - Paracaesio sordida Abe & Shinohara, 1962
  - Paracaesio stonei Raj & Seeto, 1983
  - Paracaesio waltervadi Anderson & Collette, 1992
  - Paracaesio xanthura (Bleeker, 1869)
- Chi Parapristipomoides
  - Parapristipomoides squamimaxillaris (Kami, 1973)
- Chi Pinjalo
  - Pinjalo lewisi Randall, Allen & Anderson, 1987
  - Pinjalo pinjalo (Bleeker, 1850)
- Chi Pristipomoides
  - Pristipomoides aquilonaris (Goode & Bean, 1896)
  - Pristipomoides argyrogrammicus (Valenciennes, 1832)
  - Pristipomoides auricilla (Jordan, Evermann & Tanaka, 1927)
  - Pristipomoides filamentosus (Valenciennes, 1830)
  - Pristipomoides flavipinnis Shinohara, 1963.
  - Pristipomoides freemani Anderson, 1966
  - Pristipomoides macrophthalmus (Müller & Troschel, 1848)
  - Pristipomoides multidens (Day, 1871)
  - Pristipomoides sieboldii (Bleeker, 1854)
  - Pristipomoides typus Bleeker, 1852
  - Pristipomoides zonatus (Valenciennes, 1830)
- Chi Randallichthys
  - Randallichthys filamentosus (Fourmanoir, 1970)
- Chi Rhomboplites
  - Rhomboplites aurorubens (Cuvier, 1829)
- Chi Symphorichthys
  - Symphorichthys spilurus (Günther, 1874)
- Chi Symphorus
  - Symphorus nematophorus (Bleeker, 1860)